# 1.Cuz
1.Cuz là một rapper người Thụy Điển đến từ Hässelby, Stockholm, và sinh ra ở Somalia. Anh luôn biểu diễn trong khi đội balaclava màu trắng trên đầu để che nó, và không tiết lộ tên thật hay danh tính của mình với công chúng.
Anh đã phải ngồi tù hai năm, và đó một trải nghiệm đã ảnh hưởng đến âm nhạc của anh ấy.
Sự nghiệp âm nhạc của anh bắt đầu khi anh ấy phát hành bài hát "Akta mannen" vào cuối tháng 11 năm 2018 và vào tháng 12 năm 2019, album âm nhạc đầu tiên 1 År của anh đã đạt vị trí số một trên Bảng xếp hạng Album của Thụy Điển.

## Danh sách đĩa nhạc

### Album
| Tiêu đề | Năm  | Vị trí cao nhất |
| Tiêu đề | Năm  | SWE             |
| ------- | ---- | --------------- |
| 1 År    | 2019 | 1               |

### Đĩa đơn
| Tiêu đề                                          | Năm  | Vị trí cao nhất | Album/EP          |
| Tiêu đề                                          | Năm  | SWE             | Album/EP          |
| ------------------------------------------------ | ---- | --------------- | ----------------- |
| "Akta mannen"                                    | 2018 | —               | Tre Hjärnor       |
| "Swedens Most Wanted"                            | 2019 | 19              | Tre Hjärnor       |
| "Livet vi lever" (cùng với Asme)                 | 2019 | 31              | Non-album single  |
| "Akta mannen (Remix)" (cùng với Dree Low, Einár) | 2019 | 20              | Tre Hjärnor       |
| "1kta" (cùng với Aden)                           | 2019 | 40              | Non-album single  |
| "Försent" (cùng với Yei Gonzalez, Greekazo)      | 2019 | 2               | 1 År              |
| "MR" (cùng với Luk G, Yei Gonzalez)              | 2019 | 46              | 1 År              |
| "Posten Försvann"                                | 2020 | 40              | Non-album singles |
| "Harry Potter"                                   | 2020 | 47              | Non-album singles |
| "Netfl1x" (cùng với 4YYE)                        | 2020 | 84              | Non-album singles |
| "Fiendes Fiende" (cùng với Einár)                | 2020 | 11              | Non-album singles |